# Hassan al-Kalbi
Hassan ibn Ali ibn Abi l-Hassan al-Kalbi (Arabisch: الحسن بن علي بن أبي الحسين الكلبي, onbekend - 964) was van 948 tot 954 emir van Sicilië. Hij was de stichter van de islamitische dynastie van de Kalbiden die Sicilië tot 1053 zou regeren.

## Voorgeschiedenis
Vanaf 827 voerden de Aghlabiden uit Ifriqiya een oorlog op Sicilië om het eiland op de Byzantijnen te veroveren. Na de val van de Aghlabiden in 909 voeren de Arabieren op Sicilië steeds meer hun eigen koers. Nadat er een opstand op het eiland was uitgebroken benoemde de Fatimidische kalief die heerste vanuit Ifriqiya en de officiële heerser over Sicilië was, in 948 Hassan al-Kalbi tot emir van Sicilië. Hassan al-Kalbi kreeg de opdracht om de opstand neer te slaan.

## Regering
Hassan al-Kalbi had zijn residentie in Palermo. Het lukte hem snel om de opstand te onderdrukken en de binnenlandse vrede op Sicilië te herstellen. Hij versterkte zijn leger, weerde Byzantijnse aanvallen af en pleegde meermalen rooftochten op het vasteland van Zuid-Italië. Tijdens de heerschappij van Hassan al-Kalbi begon voor het Emiraat Sicilië een ongekende bloeitijd. Door nieuwe landbouwtechnieken groeide de productie en nam de export toe. In Palermo werden paleizen, moskeeën en scholen gebouwd en tuinen aangelegd. Palermo groeide uit tot een stad met 200.000 inwoners, waar de handel en de kunst bloeiden.  
Toen de Fatimidische kalief Abu Tahir Isma'il al-Mansur in 952 overleed, ging Hassan al-Kalbi naar Mahdia, de Fatimidische hoofdstad. Het is niet bekend of hij hier vrijwillig of op bevel heen ging. Zijn zoon Ahmad ibn Ḥasan volgde hem op als emir van Sicilië. Hassan al-Kalbi overleed in 964. Het Emiraat Sicilië zou, met een korte onderbreking tussen 1037 en 1040, tot 1053 geregeerd worden door zijn nakomelingen, de Kalbiden, die in totaal tien emirs van Sicilië zouden leveren. 